# Bleeding Edge
Bleeding Edge est un jeu vidéo de combat multijoueurs en ligne développé par le développeur britannique Ninja Theory et édité par Xbox Game Studios exclusivement pour Xbox One et Windows 10, dont le lancement est prévu le 24 mars 2020. 
Un test alpha technique a été annoncé le 27 juin 2019 pour ceux qui se sont inscrits via le site Web Bleeding Edge.

## Système de jeu
Il y a 12 personnages au choix, dont la plupart ont des attaques de mêlée, certains d'entre eux ayant des attaques à distance. Tous les personnages appartiennent à l'une des trois classes: dégâts, soutien ou "tank" . Il y a trois barres pour différentes capacités qui descendent lorsque le joueur utilise l'une de ses capacités. Chaque capacité a également sa propre période de recharge. 

## Accueil
PC Gamer a critiqué la conception de la carte (map) et la disposition du contrôleur, mais a salué la sensation et l'apparence des attaques et des capacités de mêlée. 